# 莫幹生
莫履賢，MBE，JP[?]（1882年6月26日—1958年12月26日），字幹生，號應霖，香港紳商，1917年至1931年任太古洋行末任買辦。
莫幹生來自莫仕揚家族，與祖父莫仕揚和父親莫藻泉三代均任太古洋行買辦，橫跨前後61年。在買辦任內，莫幹生協助太古拓展業務，使之在1920年代一躍而成香港數一數二的英資洋行。不過，莫幹生也透過太古糖業囤積居奇，趁價低的時候買入食糖，然後再待價而沽，從中賺取600萬至700萬港元的鉅額利潤。莫幹生透過太古糖業從中取利的做法引來太古大股東施懷雅家族的注意，促使太古方面展開調查，最終迫使莫幹生在1929年賠償25萬港元和解，至1931年再被迫辭任買辦一職，標誌著莫家勢力逐漸從太古洋行消退。
莫幹生嘗任東華醫院和保良局總理，對教育發展尤其關注，他除了是香港大學終身校董外，也是九龍城民生書院創辦人之一，並曾慷慨捐助聖保羅書院、聖士提反書院和母校皇仁書院等校。莫幹生在半山干德道41號建有豪華大宅，大宅後來曾用作香港外國記者會，也是1950年代荷里活電影《生死戀》的拍攝場地之一，復於1960年代末拆卸重建為聯邦花園。
莫幹生不少家族成員均各有所長，其弟莫應溎和莫應基分別是執業大律師和資深股票經紀，當中莫應溎後來在粵穗慰問團事件中支持中國共產黨，而被香港政府驅逐出境至中國。莫幹生其中一位孫兒莫華釗是文物收藏家和註冊會計師；曾外孫女陸恭蕙曾任立法局、立法會議員和環境局副局長；而姪孫莫華倫則是國際男高音歌唱家。

## 生平

### 家族背景
莫幹生祖籍廣東珠海會同村，1882年6月26日生於香港，但也有一說指他的先祖由河南落戶廣東。莫幹生是莫仕揚家族成員，父祖與英資太古洋行具密切關係，他的祖父莫仕揚（1820年－1879年）早年於廣州十三行之一的同順行工作，後來轉到香港經商。及至1870年，太古洋行來港擴展業務，莫仕揚旋獲聘任為洋行的首任買辦，由此透過買辦的身份致富；莫幹生的父親莫藻泉（1857年－1917年）同樣曾任太古洋行買辦，協助洋行拓展業務，深獲倚重，且獲得清廷授予戶部主事、內部郎中候選道加四級、以及誥授資政大夫正二品等銜。
莫幹生是莫藻泉各房妻妾之中的長子，他的三弟莫應溎（1901年－1997年）為執業大律師，1952年因為組織群眾企圖迎接具共產黨背景的「粵穗慰問團」來港訪問東頭村大火災民，結果被時任港督葛量洪爵士下令遞解離港。另外排行最小的八弟莫應基（1909年－2001年）嘗任匯豐銀行「御用」股票經紀，其後出任香港證券交易所主席。

### 買辦生涯

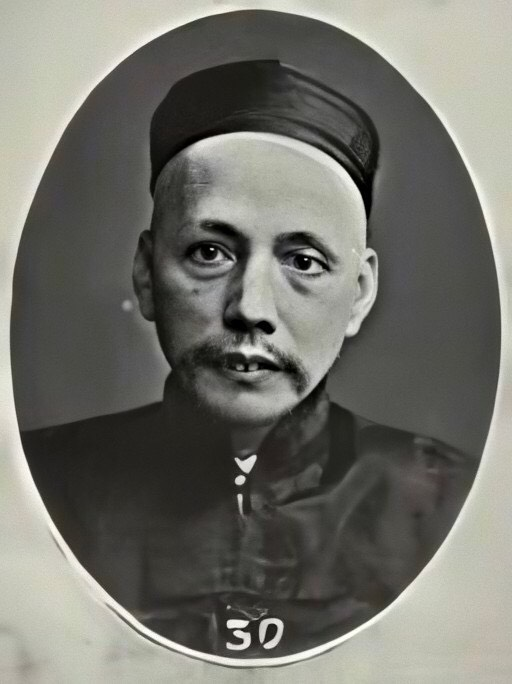
莫藻泉

莫幹生的父親莫藻泉深明學習英語的重要性，因此他自少便與其他家族成員一樣獲安排入讀皇仁書院。學成後，莫幹生隨父親加入太古洋行工作，協助父親拓展太古和自己家族業務，至1917年父親病逝後獲太古股東一致推選繼任買辦一職。
建基於父親生前為太古打下的基礎，莫幹生上任後看準中國軍閥混戰的動盪時局，藉著香港的地理優勢積極開拓太古在糖業、航運、保險、修船和進出口貿易各方面的業務，使太古洋行的資產總值在1920年代暴漲，成為香港當時最具實力的英資洋行之一。另一方面，莫幹生就任太古買辦之時，莫家歷代已在洋行任職近50年，家族上下與親友多人均在太古擔任要職，即使是上海、福州、青島、廣州和海口等地的太古買辦，也是由莫家族人擔任，當時洋行內甚至有「只知有莫，不知有英」一說，反映出莫家對太古業務的影響力。在1928年，莫幹生復安排從英國學成返港的三弟莫應溎加入太古洋行，任職副買辦和律師，進一步協助打理旗下的食糖業務。
事實上，透過操縱太古糖業，莫幹生得以在價低的時候以自己的商號購入大批太古砂糖囤積，然後趁高價的時候賣出。在一戰以後各國對食糖需求上升的情況下，再加上歐洲各國放寬對食糖貿易的限制，他這種「一買一賣」的策略為他賺取高達600萬至700萬港元的豐厚利潤。可是，太古大股東施懷雅家族也察覺到莫幹生藉太古糖業從中取利，認為有損洋行利益，於是對此展開暗中調查，並希望趁機會整頓莫家在太古建立的勢力。在1929年，太古洋行香港司理N·S·布朗（N. S. Brown）展開深入的核數工作，結論莫幹生在1920年至1925年間以高於市價購入盛載砂糖的麻包袋，導致洋行損失80萬港元，要求對方賠償。雙方幾經交涉，最終同意由莫幹生賠款25萬港元，事件才告平息。
雖然如此，太古大股東施懷雅家族並不就此作罷，他們一方面認為太古在遠東地區已建立穩固的基礎，無需再過份依賴買辦經營業務；另方面，他們也希望進一步排擠莫幹生，以消除莫家在洋行內建立的關係和勢力。在這種背景下，太古洋行先把買辦的交易金由原來的百分之五減至百分之二，隨後更大幅減至百分之零點二五，使到當買辦的收入大不如前，迫使莫幹生在1931年主動辭職。太古洋行於是順勢廢除買辦制度，改立華人經理一職，莫幹生遂成為太古最後一任買辦，至此，他與父祖三代擔任太古買辦合共長達61年的歷史才告一段落。
儘管莫幹生選擇離開太古洋行，但多年來他仍然從洋行累積賺取了大約1,000萬港元，在香港島半山的羅便臣道、干德道和堅道等地更置有不少物業。他離開以後，莫應溎仍留在太古打理糖業至1935年，另外三子莫慶榮也曾短暫擔任洋行的華人副經理一職，各人的離去標誌著莫家上下逐漸脫離與太古洋行長久以來的賓主關係。

### 社會公益
莫幹生早年在太古任職的時候，已獲得清廷授予欽加提舉銜、賞戴花翎、廣西試用通判和誥授奉直大夫等榮銜，擔任太古買辦期間也曾出任一些與華民事務有關的公職，當中包括在1917年至1918年間擔任東華醫院丁巳年董事局總理，以及出任1918年度的保良局總理。卸任兩職以後，他又於1921年4月6日獲港府奉委為非官守太平紳士。
莫幹生尤其熱心支持香港的教育發展，他曾經捐款予香港大學工程系太古講座教授席，使他在1921年5月26日獲委任為香港大學終身校董。他對聖士提反書院捐贈20,000港元鉅款，同樣使他獲委任為該校終身校董。另外，莫幹生又捐助過聖保羅書院和贊助香港童軍活動，並為母校皇仁書院設立獎學金。為答謝他多年來不斷贊助南華體育會的發展，莫幹生也成為該會的永遠會董。他其他出任過的社團職務包括中華游泳會名譽會長、香港保護兒童會執行委員會委員和莫氏宗親會永遠名譽會長等，香港輔警也曾經有「幹生盾」足球賽事，以答謝他對輔警體育活動的支持。

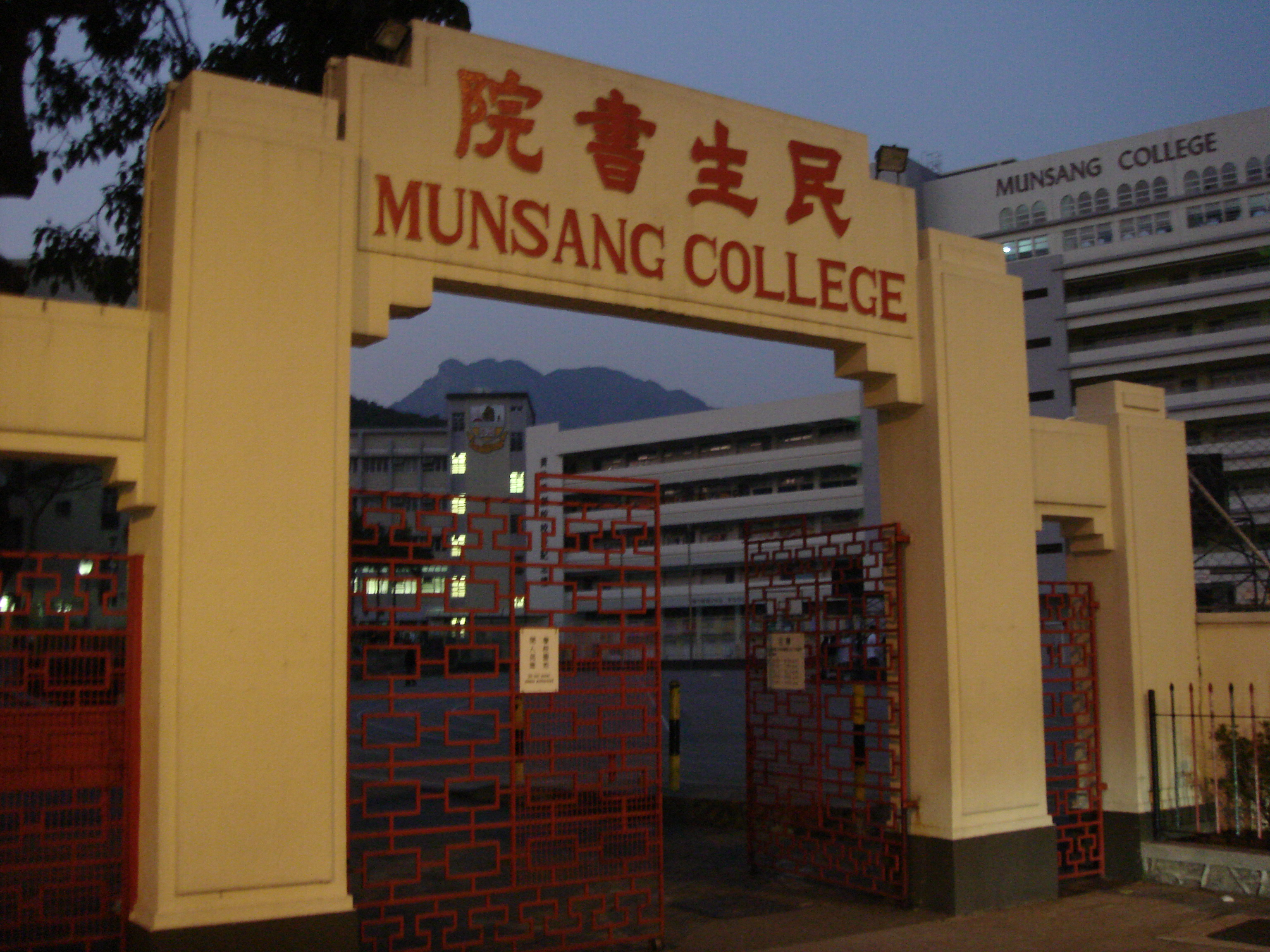
莫幹生是民生書院創辦人之一

莫幹生是民生書院創辦人之一，書院最初由紳商曹善允在1910年代提倡興建，以便讓啟德濱和九龍城地區的華人子弟得到接受西學的機會。本身與曹善允同是啟德公司董事的莫幹生後來慷慨捐出10,000港元以示支持，這筆善款再加上啟德公司創辦人之一區德早在1920年病逝後從遺囑餽贈的10,000港元，使曹善允籌得足夠資金辦學。
民生書院在得到聖保羅書院校長史超域牧師（Rev. Arthur Dudley Stewart）協助下，終在1926年於啟德濱創校，初期租用區權初及民國政治家伍朝樞在啟德濱的物業作為校址，至1939年再遷到九龍城嘉林邊道尾(後來建東寶庭道)繼續辦學。校名取名民生，紀念區德（又名區澤民）和莫幹生兩人對創校的貢獻。

### 晚年生涯
退出太古以後，莫幹生轉到不少華資企業任職，他除了在同鄉蔡昌的大新公司任職董事外，也長年擔任九龍巴士和永安人壽董事。憑藉他在商界多年累積的影響力，他也嘗任華商總會值理。在二戰過後的1948年，莫幹生曾向港府提出申請補領英國護照，儘管他未能提交任何有效的書面證明，但他卻直接致函時任輔政司麥道高，指自己身為太平紳士，其英籍身份無庸置疑，結果順利獲當局簽發護照。
莫幹生晚年生活低調，他在1958年12月26日下午一時於香港的寓所內病逝，終年76歲。在家人安排下，他的遺體翌日於香港殯儀館內大殮，其訃告同日以莫大義堂名義刊登各大報章。莫幹生在12月28日出殯，各界官紳執紼者逾千人，當中包括周埈年爵士夫婦、羅文錦爵士夫婦、鄧肇堅和關祖堯等，其遺體隨後移奉往香港仔華人永遠墳場安葬。
雖然莫幹生後期與太古洋行關係不美，其三弟莫應溎又涉及1952年的「粵穗慰問團事件」，使港府感到尷尬，但為肯定莫幹生多年來在社會公益方面的貢獻，港府仍打算向他頒授勳銜。在1958年，港府向英廷奏請向莫幹生授予英帝國勳章中等位最低的MBE勳銜，有關決定本已獲得英廷奏准，並準備在1959年1月1日《倫敦憲報》副刊內刊登的新年授勳名單中作正式公佈，然而，莫幹生卻在名單刊憲前夕病逝。在一般情況下，英帝國勳章只會授予在世的人士，並不作身後追贈，但由於莫幹生死時，授勳名單已準備刊憲，加上死訊未及即時通報英廷，結果莫幹生罕有地成為在身後才獲頒授英帝國勳章的人士。

## 個人生活
莫幹生分別有妻妾黃氏和張氏，張氏張瑞彤曾於1900年在亞畢諾道開辦約智女子書塾，並自任校長，書塾經營至1925年才告停辦。莫幹生的子女包括莫慶森、莫慶淞（1899年－1982年）、莫慶堯（1923年－2010年）、莫慶榮（1910年－1994年）、莫慶鋆及莫燕嫦、莫燕娥、莫燕桐、莫燕清和莫燕霞。莫幹生的長子莫慶森早死；莫慶堯是香港的著名內科醫生，2009年曾獲香港大學頒授榮譽院士銜；莫慶榮則在香港輔警任職警司，曾於1959年獲頒殖民地警察勞績獎章（CPM）。莫家後人開枝散葉，他的其中一位孫兒莫華釗是香港文物收藏家和註冊會計師；曾外孫女陸恭蕙從事政策研究，曾任立法局、立法會議員和環境局副局長，曾獲OBE勳銜；另外姪孫莫華倫是國際男高音歌唱家。

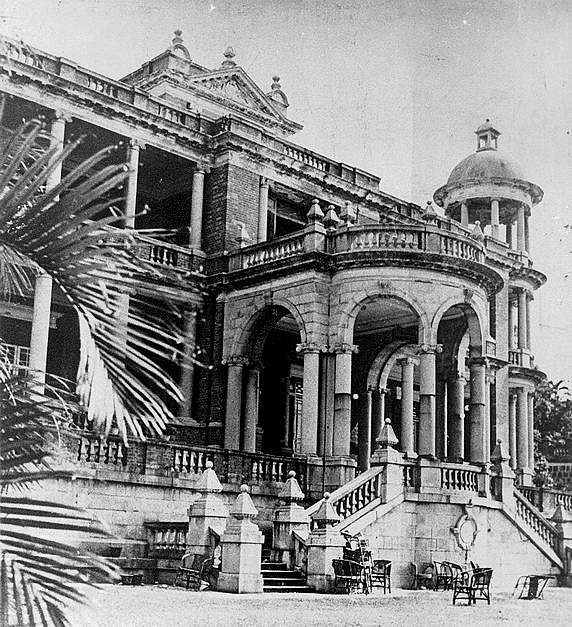
位於干德道41號A的莫幹生大宅

來自買辦世家的莫幹生生前累積了大筆財富，並在1920年代於半山干德道41號A建有規模宏大的西式大宅，該大宅充滿西方古典色彩，極具氣派，且坐擁半山和飽覽維多利亞港的景致，相當少有。莫家大宅的建築費用更是所費不菲，據1928年的地政文獻記載，單是一條15呎闊的私家路已用上9,000港元，而大宅更是全港首座設有升降機的獨立大屋。有說莫家大宅過份豪華，結果引起了太古洋行大股東施懷雅家族的注意，最終促使施懷雅家族下定決心對太古管治加以整頓。莫幹生晚年不再居於干德道41號A大宅，大宅由1951年起用作香港外國記者會會址，在1950年代由威廉·荷頓及珍妮花·鍾絲主演的美國荷里活電影《生死戀》，也曾經在大宅取景拍攝。莫家大宅後來落入英資會德豐，最後在1960年代末拆卸改建成大型私人屋苑聯邦花園。
莫幹生雖然自少接受皇仁書院的西式教育，而且長年於太古洋行任職，但他仍保留中式作風，其家族後人曾謂，莫幹生工作時會穿西裝，但下班後會改穿唐裝，自退休以後更再沒有穿著西裝。莫幹生還鍾情收藏瓷器等中式手工藝品，並有「花瓷閣」的齋號。其家族後人在2008年於香港中文大學展出過包括莫幹生在內由莫家成員擁有的藏品，當中展出的莫幹生藏品包括不少元、明、清三朝瓷器，此外還有在1938年向書畫家李研山訂製的《仿王翬山水六開冊》、以及在1924年委託山水畫家黃賓虹畫於紫檀屏風上的山水六屏，該屏風上另有由書畫家葉恭綽題字的行書對聯，並非單以金錢可求。

## 榮譽

### 殊勳
- 以下列出榮譽全稱及縮寫：^ 
  - 非官守太平紳士（J.P.） （1921年4月6日[16]）
  - 英帝國員佐勳章（M.B.E.） （1959年新年授勳名單[32]）

### 以他命名的事物
- 民生書院（Munsang College）：位於香港九龍塘，由莫幹生、區澤民（即區德）和曹善允等紳商於1926年創立，校名取自區澤民與莫幹生兩人的名字。[25][26]
- 莫幹生紀念堂：位於聖保羅書院，用作學校禮堂。
- 莫幹生獎學金（Mok Kon Sang Donor Scholarships）：香港大學獎學金，1921年由莫幹生捐款設立。[41]
- 「幹生盾」：曾經是由香港輔警舉辦的足球賽事。[22]
- 莫幹生先生紀念樓：位於聖士提反書院

## 注腳
1. 1 2 3 4 5  〈混跡洋行成巨賈，祖孫三代皆買辦〉，2009年5月7日。
2. 1 2 3 4 5 6  〈買辦世家：莫仕揚家族〉，2011年首播。
3. 1 2 3 4 5 6  〈做香港「醒目仔」向買辦世家取經〉，2008年1月26日。
4. ↑  〈成為「第一」的條件〉，2008年8月28日。
5. 1 2 3 4  〈莫氏家族與太古洋行〉，2007年7月16日。
6. 1 2 3 4  〈三代太古買辦，股聖莫應基傳奇〉，2001年5月17日。
7. 1 2 3 4  〈功德林關係太古買辦之死〉，2010年10月7日。
8. 1 2 3  〈一個香港舉足輕重的家族－莫家〉，2008年8月28日。
9. 1 2  Dictionary of Hong Kong Biography (2012), p.326.
10. ↑  〈香港的命運〉，2000年12月27日。
11. 1 2  〈這一篇：太古洋行買辦富三代〉，2002年7月6日。
12. 1 2 3 4 5 6 7  〈人名辭典〉（1958年）。
13. ↑  《香山莫氏－企業家族的政經佈局》（2010年），第8頁。
14. ↑  Report of the Secretary for Chines Affairs for the Year 1916 (1916), p.C7.
15. ↑  Report of the Secretary for Chines Affairs for the Year 1918 (1918), p.C39.
16. 1 2  "No. 148", The Hong Kong Government Gazette, 8 April 1921.
17. ↑  "No. 241", The Hong Kong Government Gazette, 26 May 1921.
18. ↑  〈香港新聞〉，1921年5月28日。
19. ↑  〈莫幹生君與童子軍〉，1921年9月20日。
20. ↑  〈莫幹生贊助足球隊〉，1921年7月28日。
21. ↑  Hong Kong Who's Who (1958)
22. 1 2  〈幹生盾足球賽定今晨頒獎，莫幹生主持頒發〉，1953年10月4日。
23. 1 2  《從啟德出發》（2007年）。
24. ↑  〈歷久常新〉，2009年4月15日首播。
25. 1 2  〈曹善允生平〉，1953年1月22日。
26. 1 2  〈曹善允小傳〉，造訪於2012年2月26日。
27. 1 2 3 4 5  〈生活的品味格調－莫華釗與家族三代珍藏〉，2008年9月1日。
28. ↑  〈港紳莫幹生病逝，今日大殮明日出殯〉，1958年12月27日。
29. 1 2  〈訃聞〉，1958年12月27日。
30. 1 2  〈莫幹生生死哀榮〉，1958年12月29日。
31. ↑  〈英女王元旦授勳名單公佈〉，1959年1月1日。
32. 1 2  "Supplement to Issue 41589", London Gazette, 30 December 1958, p.25.
33. ↑  Honours (2012), p.6 & p.7.
34. ↑  〈初建的女子書院〉，2002年12月27日。
35. 1 2  "Mok, Tso Chun", retrieved on 26 February 2012.
36. 1 2  〈揭陸恭蕙家底〉，2003年12月11日。
37. ↑  "Hing Yiu MOK" (2009)
38. ↑  Royal Hong Kong Auxiliary Police Force Silver Jubilee 1959-1984 (1984), p.40.
39. 1 2 3 4  〈聯邦花園一巨宅變400伙〉，2011年10月29日。
40. ↑  〈澄懷古今：莫家三代藏珍〉，2008年7月9日。
41. ↑  "Mok Kon Sang Donor Scholarships" (retrieved on 20 April 2015)

### 英文資料
- Report of the Secretary for Chines Affairs for the Year 1916. Hong Kong: Hong Kong Government, 1916.
- Report of the Secretary for Chines Affairs for the Year 1918. Hong Kong: Hong Kong Government, 1918.
- "No. 148", The Hong Kong Government Gazette, 8 April 1921.
- "No. 241", The Hong Kong Government Gazette, 26 May 1921.
- "Supplement to Issue 41589", London Gazette, 30 December 1958, p.25.
- Hong Kong Who's Who. Hong Kong: R. Luzzatto, 1958.
- Royal Hong Kong Auxiliary Police Force Silver Jubilee 1959-1984. Hong Kong Government, 1984.
- "Hing Yiu MOK", HKU The Honorary Graduates. Hong Kong: University of Hong Kong, 2009.
- Oonagh Gay, Honours. UK: Parliament and Constitution Centre, House of Commons Library, 2 Februarry 2012.
- Edited by May Holdsworth and Christopher Munn, Dictionary of Hong Kong Biography. Hong Kong: Hong Kong University Press, 2012.
- "Mok, Tso Chun （页面存档备份，存于）", Webb-site.com, retrieved on 26 February 2012.
- "Mok Kon Sang Donor Scholarships （页面存档备份，存于）", HKU Scholarships, retrieved on 20 April 2015.

### 中文資料
- 〈香港新聞〉，《香港華字日報》第三張第一頁，1921年5月28日。
- 〈莫幹生贊助足球隊〉，《香港華字日報》第三張第二頁，1921年7月28日。
- 〈莫幹生君與童子軍〉，《香港華字日報》第二張第二頁，1921年9月20日。
- 〈曹善允生平〉，《華僑日報》第二張第一頁，1953年1月22日。
- 〈幹生盾足球賽定今晨頒獎，莫幹生主持頒發〉，《華僑日報》第二張第四頁，1953年10月4日。
- 〈人名辭典〉，《香港年鑑》：香港：華僑日報，1958年。
- 〈港紳莫幹生病逝，今日大殮明日出殯〉，《工商日報》第五頁，1958年12月27日。
- 〈訃聞〉，《工商日報》第五頁，1958年12月27日。
- 〈莫幹生生死哀榮〉，《工商日報》第五頁，1958年12月29日。
- 〈英女王元旦授勳名單公佈〉，《工商日報》第五頁，1959年1月1日。
- 〈香港的命運〉，《新報》B09，2000年12月27日。
- 〈三代太古買辦，股聖莫應基傳奇〉，《壹週刊》壹號頭條，2001年5月17日。
- 〈初建的女子書院〉，《大公報》C07，2002年12月27日。
- 〈這一篇：太古洋行買辦富三代〉，《新報》，2002年7月6日。
- 〈揭陸恭蕙家底〉，《壹週刊》，2003年12月11日。
- 龐眉生，〈莫氏家族與太古洋行〉，《文匯報》C05，2007年7月16日。
- 吳詹仕、何耀生著，《從啟德出發》。香港：經濟日報出版社，2007年。
- 〈做香港「醒目仔」向買辦世家取經〉，《文匯報》C01，2008年1月26日。
- 〈澄懷古今：莫家三代藏珍〉，《文匯報》C03，2008年7月9日。
- 陳耀紅，〈一個香港舉足輕重的家族－莫家〉，《信報財經新聞》P47，2008年8月28日。
- 〈成為「第一」的條件〉，《信報財經新聞》P47，2008年8月28日。
- 李綺年，〈生活的品味格調－莫華釗與家族三代珍藏〉，《信報財經月刊》P136至139，2008年9月1日。
- 〈混跡洋行成巨賈，祖孫三代皆買辦〉，《南方都市報》A08，2009年5月7日。
- 第九章〈歷久常新〉，《老土正傳》。香港：香港電台，2009年4月15日首播。
- 〈功德林關係太古買辦之死〉，《新報》M02，2010年10月7日。
- 莫華釗、郭東杰著，《香山莫氏－企業家族的政經佈局》，2010年。
- 〈聯邦花園一巨宅變400伙〉，《東方日報》P05，2011年10月29日。
- 劉瀾昌監製，〈買辦世家：莫仕揚家族〉，《香港望族》。香港：亞洲電視新聞部資訊科，2011年首播。
- 關國煊，〈曹善允小傳 （页面存档备份，存于）〉，《傳記名人堂》，造訪於2012年2月26日。

## 外部連結
- 琴台客聚：莫氏家族與太古洋行 （页面存档备份，存于）
- 澄懷古今：莫家三代珍藏 （页面存档备份，存于）（香港中文大學）
- Site of former Mok Residence, The Fairview, 41A Conduit Road （页面存档备份，存于）